# Shahar Pe'er
Shahar Pe'er (Jeruzalem, 1. svibnja 1987.) izraelska je profesionalna tenisačica.
Profesionalnu karijeru počela je 2004. godine. Svoj prvi WTA naslov proslavila je 12. veljače 2006. u Pattayi svladavši u finalu Jelenu Kostanić Tošić. Do sada ima pet WTA naslova u pojedinačnoj konkurenciji. Četvrtzavršnice na Australian Openu i US Open iz 2007. su joj najbolji rezultati na Grand Slam turnirima. Najbolji renking karijere imala je u lipnju 2010. kad je zauzimala 14. mjesto.

## Vanjske poveznice
- Službena stranica  Arhivirana inačica izvorne stranice od 3. travnja 2008. (Wayback Machine) (engl.)(heb.)
- Profil  Arhivirana inačica izvorne stranice od 20. rujna 2010. (Wayback Machine) na stranici WTA Toura

### Ostali projekti
|  | Zajednički poslužitelj ima još gradiva o temi Shahar Pe'er |